# Made in Sweden (Blacknuss-album)
Made In Sweden är ett musikalbum av Blacknuss släppt i Sverige år 1994 på Diesel Music, och vidare 1995 på Superstudio Orange och igen 1995 på Diesel Music för Europamarknaden.

## Singlar
- Rising To The Top
- It Should Have Been You

## Låtlista
1. Rising To The Top Ft. Desmond Foster & Lisa Nilsson 6:02
2. Freaky 5:49
3. Looking Up To You 4:37
4. Let's Go Through The Motion 5:41
5. It Should Have Been You Ft. Jennifer Brown & Titiyo 4:04
6. I'm So Into You 7:45
7. Superbad 5:35
8. Love No Limit 6:39
9. Organisk 2 8:09
10. Organisk 1 7:23
11. Daddy 6:51